# Glaresis rufa
Glaresis rufa es una especie de coleóptero de la familia Glaresidae.

## Distribución geográfica
Habita en Hungría, Rumania Rusia y en  Ucrania.